# Chester Lake
Detektiv Chester Lake je fiktivni lik iz serije Zakon i red: Odjel za žrtve, a glumi ga Adam Beach. Lake se Odjelu pridružio na kraju 8. sezone, a prije je redio u bruklinskom Odjelu za žrtve.
Lakeova porodica vuče indijanske korijene. Ponosno je govorio kako su njegovi preci izgradili New York (većina graditelja u doba kada se grad gradio bili su indijanci). Svaki član njegove obitelji, do posljednje 3 generacije, bio je građevinar. U 9. sezoni (epizoda "Avatar") saznajemo da Lake skuplja rijetke knjige. Pati od nesanice, koja nekad zna biti od koristi u slučajevima, kao u epizodi "Harm". U epizodi "Svengali" zadobio je ozljedu glave nakon što je eksplodirala bomba u kutiji za picu koja je namijenjena za det. Benson.
Lake se amaterski bavio i borilačkim vještinama, a poznat je pod nadimkom "Naptime". Imao je planove da postane profesionalac, no odustao je nakon što je zadobio puknuće ACL-a. U epizodi "Fight" svojim kolegama govori da je on dijete iz doma.
Svoj posljednji nastup imao je u finalu 9. sezone. Lake je proganjao ubojicu i silovatelja iz zastarjelog slučaja dok je još radio u Brooklynu. Nakon što ubije jednog policajca, biva uhićen, no prvo je odveden u bolnicu jer je i sam stradao. Forenzičari otkrivaju da je sve to bilo u samoobrani jer je Lake bio na meti dvojice strijelaca. Lake, ne znajući to, bježi iz bolnice i otima sljedeću potencijalnu žrtvu. Kada saznaje da je slobodan i kada Odjel otriva da je silovatelj policajac, Lake se odluči pojaviti na sudu. No, Casey neuspjelo vodi proces zbog čega je policajac (koji je zapravo kriv) oslobođen. U toj epizodi, Casey je dobila suspenziju, a na kraju epizode pozvana je na mjesto zločina. Kada stige vidi policajca kojemu je sudila mrtvog, a Lakea kako ga odvode u policijsko auto. Epizoda završava tim ubojstvom i scenom u kojoj Lake gleda u Casey, Elliota, Fina i ostale članove Odjela iz policijskog auta koje ga odvodi.  